# Livádion (ort i Grekland)
Livádion (Livadi) är en ort i Grekland.   Den ligger i prefekturen Kykladerna och regionen Sydegeiska öarna, i den sydöstra delen av landet, 120 km sydost om huvudstaden Aten. Livádion ligger 1 meter över havet och antalet invånare är 605. Den ligger på ön Nísos Sérifos.
Terrängen runt Livádion är huvudsakligen kuperad, men österut är den platt. Havet är nära Livádion åt sydost. Livádion är det största samhället i trakten. 